# 責任制
責任制（Exempt Employee）存在某些工作職位上，原本是指管理、高階、專業人士，或是創意工作者，因為本身的特殊性質，而不必受到固定上下班時間限制，完成自己負責的工作後即可下班，不需打卡記錄出勤時間的工作責任制度。工作規定職員要有工作責任感，但除非是高階主管，否則很少能因工作量少而延後上班或提早下班。
責任制引進台灣後，部分雇主為尋求最大利潤，也開始使用該制度規避加班費，而無限制的延長工時，形成「上班打卡制，下班責任制」的現象。在台灣適用責任制（可另行約定工時、休假）的職業，根據勞基法第84條之一有四大類別：
- 監督、管理人員：係指受雇主僱用，負責事業之經營及管理工作，並對一般勞工之受僱、解僱或勞動條件具有決定權力之主管級人員。
- 責任制專業人員：係指以專門知識或技術完成一定任務並負責其成敗之工作者。
- 監視性工作：係指於一定場所以監視為主之工作。
- 間歇性工作：係指工作本身以間歇性之方式進行者。

詳細包括資訊服務業的主管人員、工程師，法律事務所的法務人員，保險業務員，房仲人員，廣告企劃人員、保業、空勤組員等，而且必須簽署書面約定，並報請當地勞動主管機關核備，其中並不包括科技業。但已經被濫用到電子業等各種職業，導致過勞死事件頻傳。
全球醫療界本來就有責任制的觀念，並認為過勞是醫師養成的必要過程，而雖然醫師獲得高薪回報，但近來研究結果顯示這不止對醫護健康有害，醫療疏忽大多發生在醫護勞累時。

## 責任制基本工資計算方式

### 月薪制：
責任制的最低工資需參考當年度基本薪資加以已算，以 2023 年基本工資 26,400 元為例，一般「月薪制」勞工的平均時薪不得低於 110 元（26,400 ÷ 30 ÷ 8 = 110）。因此，責任制工作者的薪資計算公式即為：26,400 + 110 ×（ 約定工作時數 - 174 ）。

### 按件計酬制：
若工時為超過法定工時，則為 176 × 總工時；超過法定工時者，超過的時數需再乘以加班費費率。

## 外部連結
- 中華民國勞動基準法 （页面存档备份，存于）
- 中華民國勞動基準法施行細則 （页面存档备份，存于）
- 勞基法第84條之1工作者 （页面存档备份，存于）
- 什麼是責任制？誰才適用勞基法 84-1 條？關於責任制這 6 件事你一定要知道！ （页面存档备份，存于）（2022年12月，Swingvy 雲端人資系統）
- 採「責任制」員工，公司可以不付加班費嗎？ （页面存档备份，存于）
- 責任制，注定領不到加班費？ （页面存档备份，存于）（2011年8月，Cheers雜誌）
- 台灣人工時正常嗎?先問移工與責任制工作者 （页面存档备份，存于）
- 3天班趕1週量 手腳麻…過勞以為中風 （页面存档备份，存于）（這是無薪假與責任制一起實施的例子）
- 責任制公司全部違法行事！ 勞工局視而不見，有法不管！（2009年6月，台北市議員質詢台北市政府勞工局）
- 變相無限奴役的責任制，兼論勞基法84條之一 - 台灣電子電機資訊產業工會
- 責任制解祕 (三分鐘熱度 Blog) （页面存档备份，存于）
- 責任制，阻礙國家社會進步 (三分鐘熱度 Blog) （页面存档备份，存于）